# Centre national de vol à voile de la Montagne Noire
Le centre national de vol à voile de la Montagne Noire est un centre de vol à voile situé à Labécède-Lauragais et à Vaudreuille, en France.

## Localisation
Le centre est situé sur la commune de Labécède-Lauragais, dans le département français de l'Aude, et à Vaudreuille, dans le département français de la Haute-Garonne.

## Historique
L'édifice est inscrit au titre des monuments historiques en 2009 pour les éléments suivants : le hangar Mistral I, l'atelier Jacques Aubriot, l'ancienne cantine, le hangar Mistral II, les pistes d'envol et d'atterrissage.